# 莫尔比昂湾
莫尔比昂湾（法語：golfe du Morbihan，法語發音：[ɡɔlf dy mɔʁbiɑ̃]）是法国布列塔尼大區莫尔比昂省的一个岛屿丰富的内海，面积约百余平方千米，是一处广受欢迎的旅游胜地。莫尔比昂省的名字即来源于此。其布列塔尼语名“Mor bihan”，意为“小海”。